# Scalloway
Scalloway (del nòrdic antic, Skálavágr, "badia amb les cases grosses") és una població de les illes Shetland. Es troba a la costa oest de l'illa de Mainland, la més gran de l'arxipèlag. Segons el cens del 2019, el poble tenia al voltant de 1200 habitants. Fins al 1708 va ser la capital de les illes Shetland, quan va cedir la capitalitat a Lerwick. Actualment és un port pesquer.
A Scalloway hi ha un dels dos castells construïts a les Shetland.

## Història
El castell de Scalloway va ser construït el 1600 pel segon comte de les Òrcades, Patrick Stewart. Originalment estava envoltat d’aigua, però a causa de la recuperació de terres, avui en dia ja no és així. Les restes del castell són l'element més notable del poble. Situat a prop del moll, el castell sol estar tancat, tot i que se'n pot demanar la clau al proper hotel Scalloway o al Museu Scalloway adjacent.

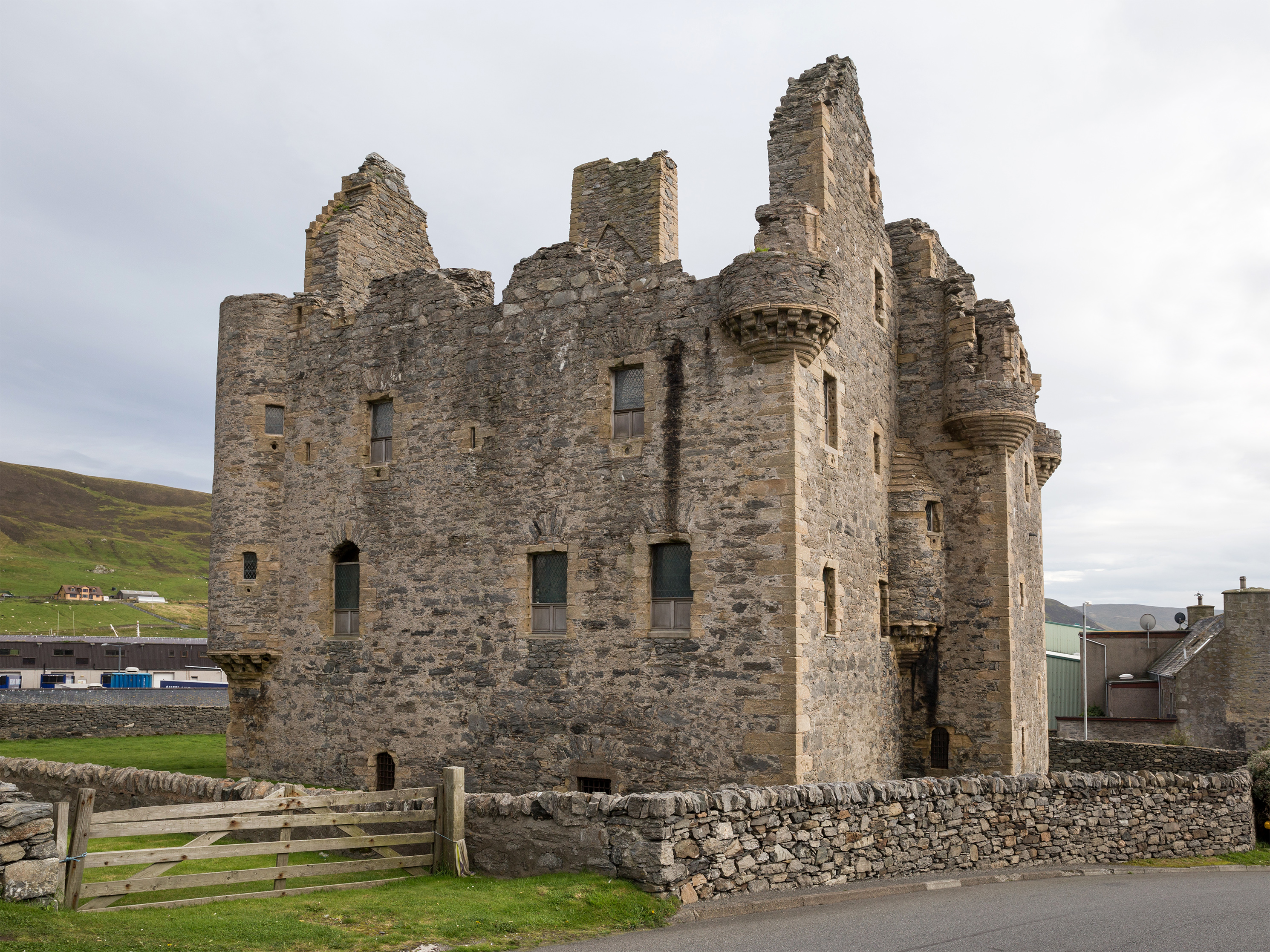
Castell de Scalloway.

Els constructors de vaixells noruecs de Hordaland, hi van construir ioals (bucs tinglats típics de les Shetland) des del segle XVI. Té el seu origen en els vaixells oselvar noruecs. S'enviaven les peces de les embarcacions per a ser muntades; com que el seu muntatge era complicat, van enviar constructors d’embarcacions noruecs per a muntar les embarcacions. Moltes d'aquestes persones van romandre durant anys a les Shetland, i alguns fins i tot s'hi van acabar casant.
Per als comerciants hanseàtics de Bremen i Hamburg, Scalloway era conegut amb el nom de Schaldewage, i com un bon port protegit en la ruta cap a Hillswick, situat al nord de l'arxipèlag.
Barbara Tulloch i la seva filla Ellen, les últimes bruixes cremades a les Shetland, van ser executades al Gallow Hill, amb vistes al poble.
Durant la Segona Guerra Mundial, Scalloway va ser la base d'origen i va allotjar durant un temps la seu del Shetland Bus, unitat naval noruega i part de la resistència contra els alemanys. La base era operada per la Resistència Noruega i el Servei Secret britànic, que enviaven petites embarcacions a Noruega amb ajuda. Encara existeixen la Casa Noruega i el moll Princeway Olav, que eren eixos importants de la base. Els detalls de la història del Shetland Bus es mostren al museu Scalloway.
El 1996, Kåre Emil Iversen va publicar les seves memòries de guerra, I Shetland Bus Man. Es va reimprimir el 2004, amb una nova introducció i el títol Shetland Bus Man. Un altre autor de les Shetland, Willie Smith, analitza aquest període àmpliament a les seves memòries de 2003, Willie's War and Other Stories, com fa també David J. Howarth a The Shetland Bus publicat el 1998.

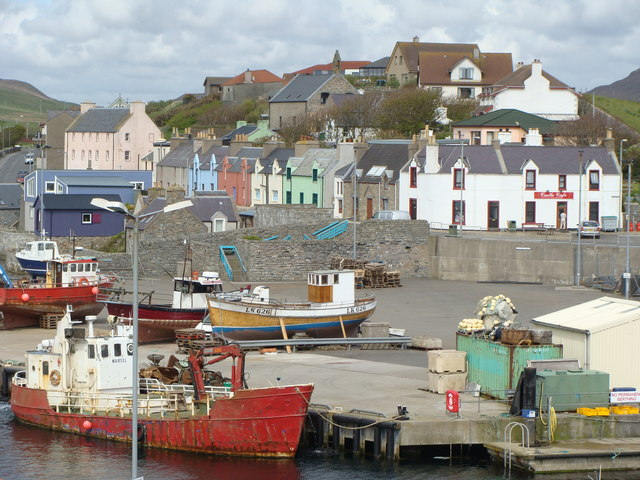
New Street.

Després de la guerra, Scalloway va servir de port pel servei de ferri Shetland-Òrcades (MV Orcadia) a la ruta Scalloway – Stromness. Després de l'obertura del camp petrolífer Schiehallion a la costa oest de les Shetland, Scalloway va assumir algunes funcions com a base de serveis per al negoci petrolier.

## Serveis i educació
Scalloway ésla ubicació del North Atlantic Fisheries College (que forma part de la Universitat de les Highlands i Illes), que ofereix cursos i dona suport a programes de recerca en ciències de la pesca, aqüicultura, enginyeria marina i gestió de costes. També acull el Centre d’Estudis Nòrdics i el NAFC Marine Center de Ness of Westshore, que ofereix cursos sobre estudis nàutics, ciència i tecnologia marina i qualitat dels productes del mar. Enfront de la costa de Scalloway hi ha el grup d'illes anomenades illes Scalloway, el nom del qual deriva del nom del poble.
El poble té una piscina i una escola primària. L'escola secundària de Scalloway va ser tancada el juliol de 2011 pel Consell de les Illes Shetland.